# 檸檬蜜
蜂蜜檸檬，或稱檸蜜、檸檬蜜，是有檸檬與蜂蜜之飲品。臺灣式蜂蜜檸檬是摻有蜂蜜的檸檬水。港式檸蜜多見於香港茶餐廳，做法則是將蜂蜜與水混和後，再加數片檸檬而成。因為成本問題，香港的茶餐廳一般會以西洋菜蜜取代蜂蜜，亦有高級餐廳使用冬蜜。此外也有濃縮檸蜜及已稀釋之罐裝檸檬蜜，兩者一般在香港的超級市場可買到。